# Johannes Zimmerl
Johannes Zimmerl (* 2. Juli 1968 in Hollabrunn) ist ein österreichischer Organist, Kirchenmusiker und Orgellehrer.

## Leben
Nach der Matura in Hollabrunn studierte er an der Universität (früher Hochschule) für Musik und darstellende Kunst in Wien Konzertfach Orgel und Instrumentalpädagogik Orgel bei Herbert Tachezi, außerdem Musikerziehung (Klavier bei Szigmund Szabo, Gesang bei Kurt Hofbauer) und Geschichte (Universität Wien), Sponsion zum Magister artium, seit 1995 ist er Organist in Stift Herzogenburg an der 1752 von Johann Hencke erbauten Orgel. Seit 1996 lehrt er am Konservatorium für Kirchenmusik in St. Pölten (Orgel und Tonsatz), außerdem unterrichtete er in den Jahren 1995–2011 am BRG/BORG St. Pölten, BORG Krems sowie an der KPH Krems. Zimmerl spielt Konzerte im In- und Ausland.
Preise und Auszeichnungen
- Mehrere Preise bei Jugend musiziert
- 1991 Würdigungspreis des Bundesministeriums für Wissenschaft und Forschung
- 1992 Preisträger beim 2. internationalen Wettbewerb junger Organisten in Ljubljana
- 2018 Ehrenzeichen vom Hl. Stephanus in Bronze[4]

## CD-Aufnahmen
- Jugend musiziert 1991, Sony (Christian Minkowitsch, Znirfz)
- Musik von Wolfram Wagner, Vienna Modern Masters 1996 (Orgel-Solo bei „Hiob“)[5]
- an der Orgel der Stiftsbasilika Geras (Live-Aufnahme vom ersten Orgelkonzert an der restaurierten Orgel, 26. Mai 1995), 1998
- Hencke-Orgel 1752, Stift Herzogenburg, 2001
- Orgel und Trompete, Stift Herzogenburg 2009 (Trompete: Szolt Simon)
- Sedulius in musica, CD in der wissenschaftlichen Fachzeitschrift Wiener humanistische Blätter 53, Jg. 2011[6]
- Allein Gott in der Höh sei Ehr, Orgelmusik und Glockenklänge, Stift Herzogenburg 2012[7]
- Kanal auf YouTube[8]